# Страупе, Борис Петрович
Борис Петрович Страупе (2 апреля 1909 года, Санкт-Петербург — 31 декабря 1960 года, Уфа) — советский энергетик, инженер.

## Трудовая деятельность
В 1926—1940 г. на Ленинградском металлическом заводе, от ученика разметчика до заместителя директора завода.
В 1933 г. без отрыва от производства окончил втуз при заводе. В качестве начальника турбинного цеха организовал выпуск первой советской паровой турбины мощностью 100 МВт.
В 1940—1943 гг. — директор Невского машиностроительного завода.
В 1943 по 1950 г. — управляющий Ленэнерго. Руководил восстановлением и вводом в эксплуатацию разрушенных во время Великой Отечественной войны Нижне-Свирской, Дубровской, Энсо и Раухиала ГЭС.
Струпе проработал в Ленинграде всю блокаду и делал буквально невозможное, чтобы обеспечить город электроэнергией. Лишь счастливая случайность уберегла его от расправы по сфабрикованному «Ленинградскому делу». У Даниила Гранина в книге "История создания «Блокадной книги» есть строки: «Управляющим у нас в „Ленэнерго“ был тогда Борис Страупе…», и далее рассказ об этом честном человеке, знатоке своего дела, в главе, которую цензура не пропустила, а сам писатель назвал эти страницы «Запретной главой» и опубликовал отдельно.
Благодаря влиятельным друзьям Страупе направили на Урал.
С 1950 г. — начальник Уфагэсстроя, руководил строительством Павловской ГЭС на р. Уфе.

## Общественная деятельность
Избирался депутатом Верховного Совета РСФСР (1947), депутатом Верховного Совета Башкирской АССР четвертого созыва, депутатом Ленинградского городского и Нуримановского районного Советов депутатов трудящихся.

## Из воспоминаний
Вспоминает ветеран Павловской ГЭС В. В. Маковеев:
— Это был горячий, любитель острого слова человек. Но справедливый. Дисциплина жесткая была. Иначе, наверное, и нельзя было. Более четырёх тысяч человек трудились. В основном молодые. Всякое случалось: и пьянки, и женщин делили. С нарушителями Борис Петрович не церемонился: отправлял за шлагбаум. Поэтому и объект на совесть возвели, считаю (Альфред СТАСЮКОНИС, Нуримановский район. Гарантия — на сто лет. А простоит и тысячу// Республика Башкортостан. 07.04.2007).
Из письма Чикиной Александры Михайловны:
«…На память все больше приходят те моменты, которые помогли кого-то спасти, не дали возможности пасть духом, не позволили опуститься… А разве можно забыть первую премию в первую блокадную весну за подачу тока раньше намеченного, её вручал управляющий Ленэнерго Борис Петрович Страупе. Она была продуктами!!» (из книги Даниила Гранина)

## Награды
Ордена Трудового Красного Знамени, Красной Звезды и «Знак Почёта», медали.

## Семья
Из трудовой династии Страупе.